# Passage (vereniging)
Passage was een christelijk-maatschappelijke vrouwenvereniging in Nederland. De vereniging had een sterk vertakte structuur van regio's en afdelingen, die lokaal veel activiteiten organiseerden. In 2017 telde de ze nog 15.000 leden. Als gevolg van vergrijzing en te weinig nieuwe ledeninstroom nam dit aantal in de daarop volgende jaren snel af. In 2023 werd besloten tot ontbinding. Op dat moment telde de vereniging ca. 6.000 leden.

## Geschiedenis
Vereniging Passage is ontstaan op 1 januari 1999 uit een samenwerkingsverband van de Nederlandse Christen Vrouwenbond (NCVB), die was ontstaan als een uitvloeisel van het in 1919 ingevoerde vrouwenkiesrecht, en de Christelijke Plattelandsvrouwenbond (CPB) die in 1938 werd opgericht. Bij de fusie werd gekozen voor de naam Passage, christelijk-maatschappelijke vrouwenbeweging. De beide organisaties zetten gezamenlijk hun werk voort geheel in lijn met hun oude doelstellingen.

## Activiteiten
Er werden door de lokale besturen diverse activiteiten georganiseerd, die vanuit een protestants-christelijke levensovertuiging vorm kregen en maatschappelijke belangen dienden. Dat konden projecten zijn voor gelijke kansen wereldwijd tot gezamenlijk lezen en bespreken van boeken, maar ook wandelactiviteiten in groepsverband.  
Vanaf 2022/2023 zijn 44 afdelingen van Passage als zelfstandige verenigingen verder gegaan.  
Bij het ontbinden van de landelijke vereniging is het archief overgedragen aan Atria, dat eerder ook delen van het oudere archief ontving.  

## Media
Alle leden werd vier keer per jaar het Passage Magazine toegezonden. In het kader van de opheffing verscheen in 2023 een herinneringsboek, waarin de geschiedenis van de vereniging en haar rechtsvoorgangers is beschreven. 